# Okomayin Segun
Okomayin Onimisi Segun (Enugu, 29 novembre 1993) è un ex calciatore nigeriano, di ruolo centrocampista.

## Carriera

### Club
Ha giocato nella massima serie dei campionati montenegrino e serbo.